# 赫米紹芬

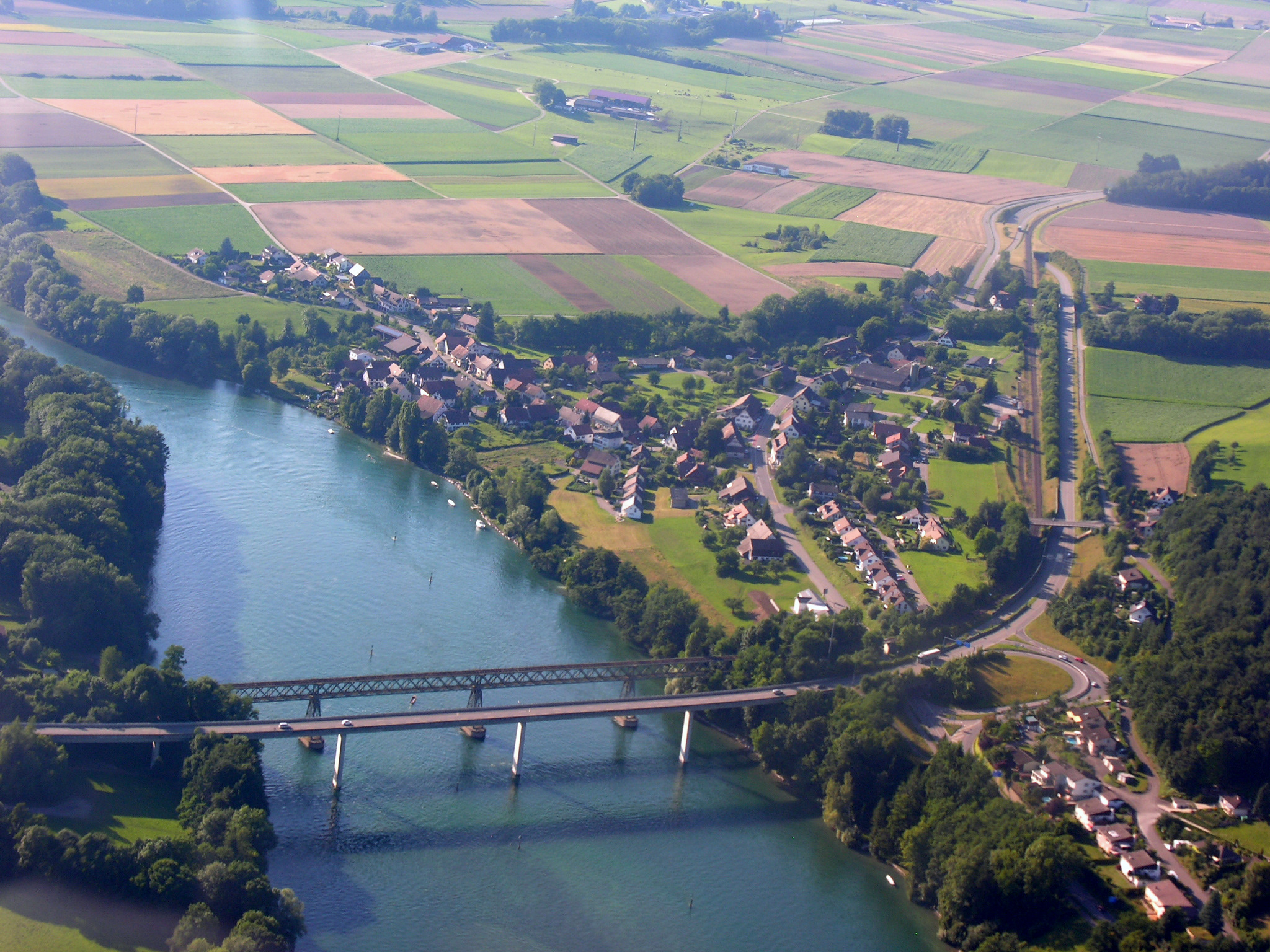

赫米紹芬是瑞士的城鎮，位於該國北部，由沙夫豪森州負責管轄，面積7.91平方公里，海拔高度401米，該地區自公元前800年有人類居住，2011年人口427，人口密度為每平方公里54人。